# 馬克西姆·卡茨
马克西姆·叶夫根尼耶维奇·卡茨（羅馬化：Maksim Yevgen'yevich Kats；1984年12月23日—）是俄罗斯的一个反对派政治人物、城市规划活动家、竞选策略家和热门YouTuber，主持着自己的每日政治节目。
卡茨在2011年因其在舒基诺区地方议会选举中获得成功而声名鹊起。2012 年，卡茨当选为俄罗斯反对派协调委员会成员，任期至 2013 年。卡茨以其作为反对派竞选策略家的工作而闻名，曾担任阿列克谢·纳瓦尔尼（2013 年）、德米特里·古德科夫（2016 年）、达里娅·贝塞迪纳（2019 年）和阿纳斯塔西娅·布留哈诺娃（2019 年、2021 年）竞选活动的负责人或副手。
2012 年，卡茨与伊利亚·瓦尔拉莫夫共同创立了城市项目基金会，这是一个致力于提高俄罗斯城市生活质量的组织。
卡茨于2010年推出了以自己名字命名的YouTube频道，该频道每天都会发布政治评论，已积累了超过230万订阅者和超过10亿次观看。
卡茨在俄罗斯面临出于政治动机的指控，罪名是涉嫌传播有关俄罗斯军队在乌克兰的行动的“虚假信息”。

## 生平

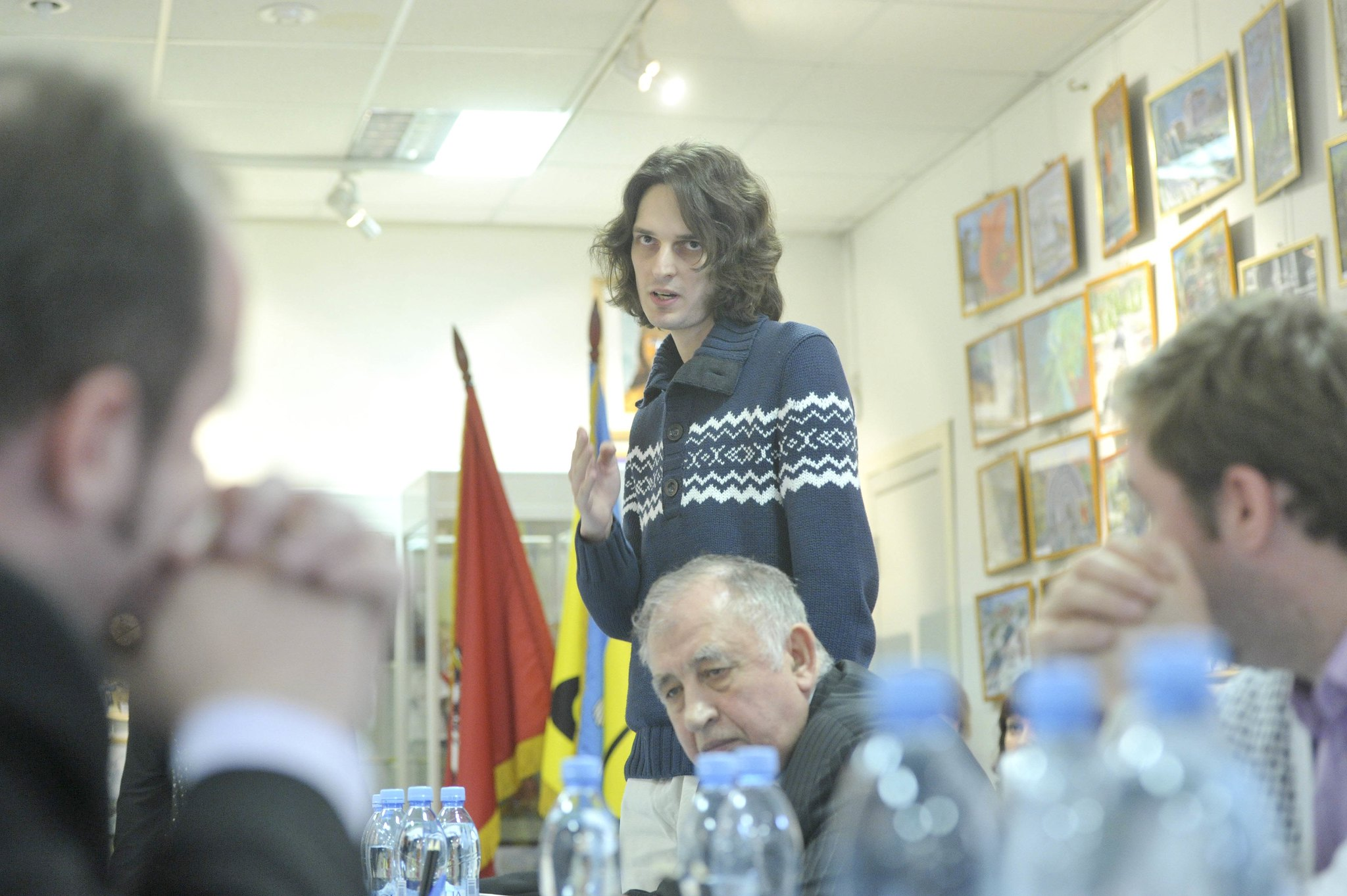
2012 年的马克西姆·卡茨

卡茨出生于俄罗斯莫斯科，父亲是犹太人，母亲是俄罗斯族。1993 年，他随家人移民到以色列。 他于 2001 年回到俄罗斯。
卡茨在 20 多岁时是一名职业扑克玩家。2007 年，他成为俄罗斯第一个也是唯一一个体育扑克冠军。
2012 年，卡茨当选为莫斯科舒基诺区的市政议员。
同样在 2012 年，他与伊利亚·瓦尔拉莫夫共同创办了城市发展基金会“城市项目”，并担任其负责人。
2016 年，卡茨是 13 名获得英国政府志奋领奖学金的俄罗斯人之一，该奖学金资助具有领导潜力的学生在英国大学学习。通过这项奖学金，卡茨在格拉斯哥大学学习，并于 2017 年完成了“公共和城市政策”硕士课程。2023 年 5 月，卡茨获得了特拉维夫大学的硕士学位，完成了“教育领导力”课程。
2022 年初，卡茨宣布他反对俄罗斯入侵乌克兰，随后逃离该国。2022 年 7 月 22 日，俄罗斯司法部将卡茨列为“外国代理人”。  他随后于 10 月 29 日被列入联邦通缉名单。2023 年 3 月 23 日，卡茨被巴斯曼区法院缺席审判，罪名是因报道布查大屠杀而“诋毁”俄罗斯武装部队，面临最高 10 年的监禁。这标志着检察院首次正式要求判处法规允许的最高刑期。2023 年 8 月 24 日，他被缺席判处 8 年监禁。

## 政治生涯

### 城市行动主义
卡茨对城市规划的兴趣始于他的旅行，这促使他在 2011 年在扬·盖尔的城市设计公司学习。
2012 年，他与伊利亚·瓦尔拉莫夫共同创立了城市项目基金会，旨在利用现代新都市主義数据改善城市环境。
2020 年，该基金会在俄罗斯联邦主体首府和其他几个城市开设了区域分支机构网络，并在几个月内聚集了超过一万名支持者。每个区域分支机构都举行了负责人选举。在一年内，该基金会在全国 100 个城市开设了代表处，支持者人数达到 20,000 人。
2022 年 3 月 4 日，所有分支机构的工作无限期暂停。到分支机构活动暂停时，该基金会的支持者人数已超过 30,000 人， 其中近 4,000 人来自莫斯科。

### 竞选活动
如果你反对普京，我们会帮助你——马克西姆·卡茨
卡茨管理了许多反对派政治运动，包括：

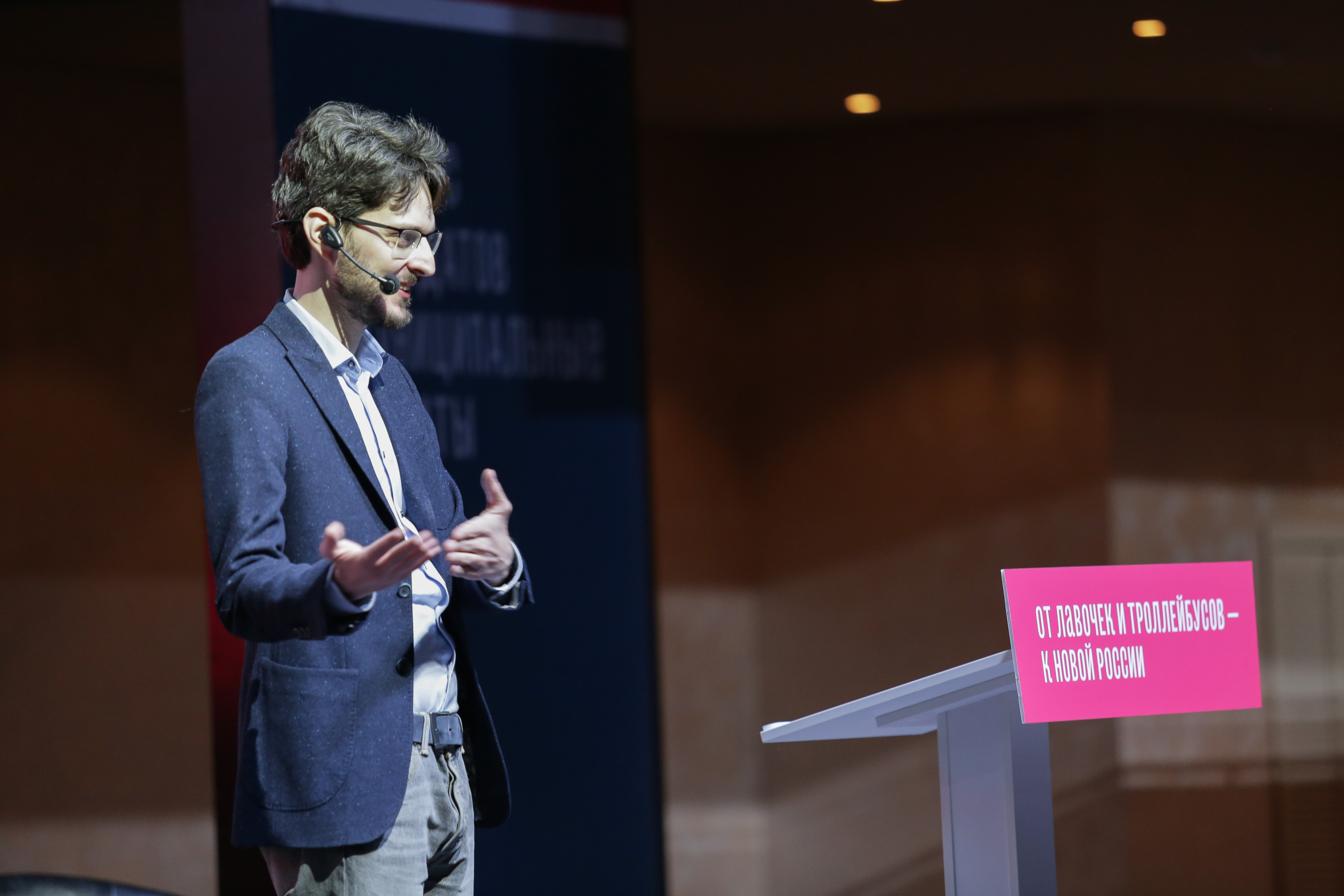
马克西姆·卡茨在 2017 年联合民主党人项目市政议员候选人大会上

- 2012 年：作为伊利亚·瓦尔拉莫夫在鄂木斯克市长竞选活动的竞选经理，卡茨领导了一场备受关注的运动，但最终由于无法收集到所需数量的签名，瓦尔拉莫夫退出了竞选。 [45][46]
- 2013 年：作为阿列克谢·纳瓦尔尼在莫斯科市长竞选活动的副竞选经理，卡茨在一场赢得公众大量支持并意外获得 27% 选票的竞选中发挥了关键作用，使纳瓦尔尼成为主要的反对派人物。这场运动采用了创新的策略，并严重依赖公众捐款和志愿者的支持。[47]
- 2014 年：卡茨竞选莫斯科市杜马议员，获得了 23% 的选票，但未能获得席位。[48]
- 2015 年：卡茨担任由俄罗斯第一任经济部长、现为反对派的安德烈·涅恰耶夫领导的“公民倡议”党在卡卢加州杜马选举中的竞选负责人。[49]
- 2016 年：作为德米特里·古德科夫竞选国家杜马议员的竞选经理，卡茨领导了一场运动，尽管古德科夫失败了，但该运动因其对数字平台的创新使用而赢得了久负盛名的“波利奖”。[50]
- 2017 年：卡茨共同创立了“联合民主党人”项目（也称为政治优步），旨在支持莫斯科市政选举中的独立候选人。该项目为反对弗拉基米尔·普京的候选人提供资源和培训，最终导致 267 名议员当选。结果，反对派候选人赢得了莫斯科中心区的大多数席位。[51]
- 2019 年：卡茨管理了达里娅·贝塞迪纳成功竞选莫斯科市杜马议员的活动。这场运动以其筹款的巨大成功（超过 1800 万卢布）而著称，帮助贝塞迪纳成为少数几个在莫斯科市杜马获得席位的反对派候选人之一。[52]
- 2019 年：同样在 2019 年，卡茨担任亚博卢党在圣彼得堡市政席位竞选活动的负责人。作为竞选活动的结果，99 人在该市的 31 个区当选为议员，而上次选举中为零。[53]
- 2020 年：瓦尔拉莫夫和卡茨的城市项目基金会支持了俄罗斯各地市议会选举中的 63 名支持城市主义的候选人。其中 7 名得到支持的候选人赢得了选举。[54]
- 2021 年：卡茨担任阿纳斯塔西娅·布留哈诺娃竞选国家杜马议员的竞选经理。竞选活动通过筹款获得资金，仅签名收集就筹集了超过 2000 万卢布。根据纸质选票，布留哈诺娃赢得了国家杜马选举，但由于远程电子投票的结果，她输掉了选举。[52][55]

## YouTube 频道
马克西姆·卡茨是以其名字命名的 YouTube 频道的作者和主持人。该频道每天都会发布有关当前社会政治主题的视频，尤其是那些驳斥俄罗斯政治宣传主张的视频。在俄罗斯入侵乌克兰开始之前，视频每天获得 30-40 万次观看。入侵开始后，观看次数增加到 1-200 万次。据卡茨说，这是因为他“如实”报道了事件，没有遵循俄罗斯审查制度的限制。
从 2020 年 3 月 2 日到 2024 年 8 月 11 日，该频道的订阅者从 13,800 人增加到 230 万人。 观看次数超过 11 亿次。

## 奖项
2021 年 3 月，卡茨从白俄罗斯团结中心获得了全球白俄罗斯团结奖的“外部视角”类别奖。 